# Ceroplastes coloratus
Ceroplastes coloratus är en insektsart som beskrevs av Cockerell 1898. Ceroplastes coloratus ingår i släktet Ceroplastes och familjen skålsköldlöss. Inga underarter finns listade i Catalogue of Life.